# Baasizm

Sztandar partii Baas

Baasizm – nacjonalistyczna ideologia polityczna sformułowana w latach 40. XX wieku przez Michela Aflaka, oparta na hasłach jedności arabskiej, wolności i socjalizmu (utożsamianego z humanizmem i wyzwoleniem człowieka, jedynie w niewielkim stopniu tożsamego z marksizmem), zakładająca szczególne historyczne posłannictwo Arabów. Oficjalnie obowiązująca doktryna polityczna partii Baas i krajów, w których sprawowała ona władzę – Iraku (1963 i 1968–2003) i Syrii (1963–2024). W praktyce nigdy nie była w pełni realizowana, także w propagandzie politycznej wymienionych krajów utrzymywały się, w zależności od okresu, jedynie wybrane elementy.

## Okoliczności powstania
Ideologia baasistowska kształtowała się w latach 40. i na początku lat 50. XX wieku. W okresie tym w Syrii coraz większą popularność zyskiwały idee lewicowe, entuzjastycznie przyjmowane zwłaszcza przez grupy dotąd nieposiadające własnej reprezentacji politycznej: chłopów, robotników i niezamożną inteligencję. Grupom tym nie wystarczały programy Partii Ludowej i Partii Narodowej, dotąd najważniejszych organizacji w kraju, głoszące jedność narodową. Tworząca się ideologia od początku rywalizowała z koncepcjami komunistycznymi propagowanymi przez Komunistyczną Partię Syrii, fundamentalizmem islamskim syryjskiego oddziału Braci Muzułmanów oraz ideą Wielkiej Syrii. Jej fundamentem były natomiast panarabizm i nacjonalizm arabski, które stały się popularne jeszcze w okresie mandatu francuskiego nad Republiką Syryjską. Na jej kształt wpłynął silny sentyment antyzachodni, stanowiący odpowiedź na doświadczenie francuskiej dominacji gospodarczej, kulturalnej i wojskowej. Baasizm miał przywracać Arabom dumę z ich własnych osiągnięć politycznych i kulturalnych.
Pierwszymi ideologami utworzonej w końcu lat 40. XX wieku Partii Odrodzenia Arabskiego byli Michel Aflak, Salah ad-Din al-Bitar oraz Zaki al-Arsuzi. W 1952 organizacja zjednoczyła się z Arabską Partią Socjalistyczną kierowaną przez Akrama al-Hauraniego, tworząc Partię Socjalistycznego Odrodzenia Arabskiego (z arab. baʿth – odrodzenie, zmartwychwstanie). Główny teoretykiem baasizmu był Michel Aflak, który swoje koncepcje zawarł w wydanej 24 lipca 1943 deklaracji programowej.

## Zarys ideologii

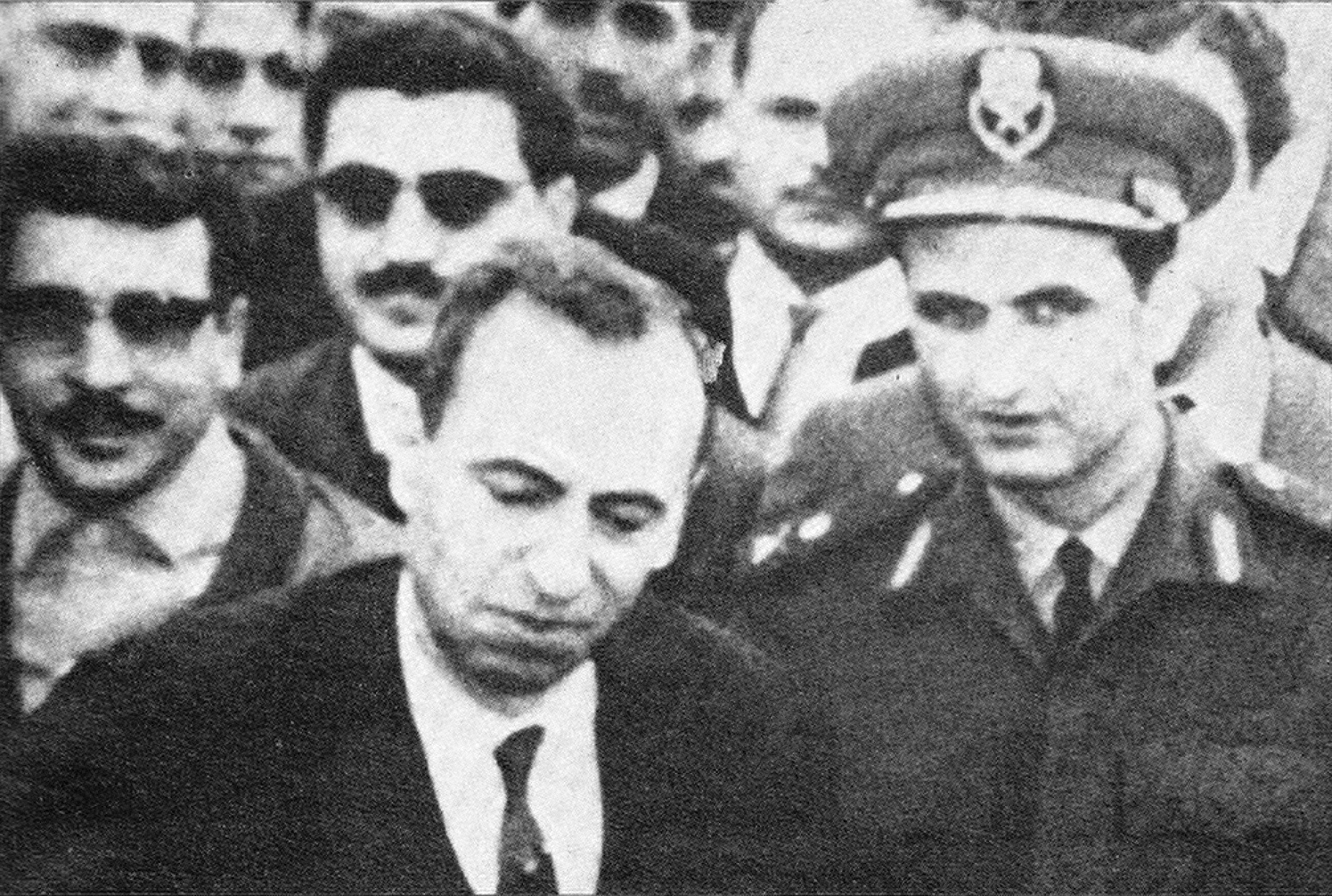
Michel Aflak (z lewej) – główny ideolog baasizmu z Salahem Dżadidem – jednym z organizatorów zamachu stanu w Syrii w marcu 1963, przywódcą radykalnego skrzydła partii

Centralnym konceptem Aflaka był „arabski duch” – siła Arabów, zdolna do skutecznego przezwyciężenia wszelkich trudności. Cecha ta miała przynależeć jedynie Arabom. Według Aflaka była niezwiązana z Zachodem i przeciwstawna jego kulturze. Zachód traktowany był jako ideologiczny przeciwnik świata arabskiego, w pierwszej kolejności z uwagi na konkurencję, jaką dla „ducha arabskiego” tworzyły filozofia i nauka zachodnioeuropejska, w drugiej – z uwagi na polityczną i ekonomiczną dominację krajów zachodnich nad światem arabskim i daleko posuniętą ingerencję w funkcjonowanie tamtejszych społeczeństw. Duch lub Idea stanowi o istnieniu narodu, który jest jego ucieleśnieniem, a nie tylko sumą jednostek. Formułując ideologię baasizmu w takiej postaci, Aflak pragnął stworzyć podwaliny pod wspólną tożsamość panarabską. Naród arabski, jednoczony przez wspólny język i tradycję kulturalną, według teoretyka był bytem ponadczasowym, choć zmiennym w formie.
Baasizm zawierał w sobie mesjanizm arabski, przekonanie o wyjątkowym przeznaczeniu Arabów, niosących całemu światu nadzieję i wzór prawdziwego człowieczeństwa, wynikający ze szczególnych moralnych kwalifikacji tej społeczności. Wzywał do twórczego wykorzystania przeszłości, by na jej podstawie budować lepszą przyszłość; to miało różnić go od odrzucającego dorobek historii komunizmu. Aby misja Arabów mogła zostać zrealizowana, niezbędne jest jednak odrzucenie narzuconego przez kolonializm podziału państwowego i utworzenie jednego wspólnego kraju arabskiego, grupującego wszystkie bez wyjątku terytoria należące dotąd do różnych krajów arabskich.
Po osiągnięciu jedności we wspólnym państwie Arabowie powinni przystąpić do budowy w nim socjalizmu arabskiego, tylko częściowo inspirującego się myślą marksistowską. Aflak podkreślał, iż warunki, w których kształtowała się doktryna socjalistów europejskich, były odmienne od sytuacji w krajach arabskich. Utrzymywał, że marksizm jest jedynie koncepcją ekonomiczną, podczas gdy socjalizm arabski, oparty na doświadczeniach ogółu ludów arabskich, ogarnia wszystkie dziedziny życia społecznego i kulturalnego. Aflak zrównywał socjalizm z humanizmem, podkreślał, że jego celem jest uwolnienie ludzkości od wyzysku i tyranii.
Trzecim, obok jedności i socjalizmu, konceptem Aflaka była wolność. Według baasistów wolność możliwa była tylko „w interesie mas” i w państwie, które realizuje ich interesy, podczas gdy liberalne myślenie o demokracji zachodnioeuropejskiej fałszuje istotę tego pojęcia.
Aflak, który sam należał do prawosławnego Patriarchatu Antiochii, wyznaczył w swojej ideologii szczególną rolę islamowi, który uważał za religię uniwersalną. Z jednej strony fakt, iż właśnie Arabowie rozpoczęli jej głoszenie, przedstawiał jako kolejny dowód ich dziejowego posłannictwa. Z drugiej strony twierdził, że religia ta w pełni wyraża arabskie myślenie o życiu, w najważniejszym stopniu kreowała historię tej zbiorowości i najpełniej ukazuje jedność wszystkich Arabów. Stosunek między panarabizmem i islamem porównywał do relacji ciała i duszy. Baasizm zakładał jednak rozdział państwa i religii, a pojmowanie islamu przez Aflaka sprowadzało się w gruncie rzeczy do wartości ogólnohumanistycznych. Wyznawanie islamu miało Arabom umożliwiać nieustanną odnowę moralną i integrowało ich jako społeczność.
Aflak odrzucał ewolucyjną drogę przekształceń, podkreślając, iż baasizm musi być ideologią rewolucyjną z powodu wagi problemów, które pragnie rozwiązać. W razie odstąpienia od rewolucji działalność baasistów byłaby skazana na klęskę, gdy częściowo tylko przekształcone państwo byłoby słabe i uzależnione od Zachodu. Natomiast przeprowadzenie rewolucji, w której odnowa moralna oparta na historycznych doświadczeniach łączyłaby się z przejściem na gospodarkę socjalistyczną, miała zakończyć się pełnym sukcesem. Aflak optymistycznie oceniał perspektywy przewrotu, twierdząc, że rewolucja październikowa i rewolucja w Chinach poniosły klęskę z powodu braku zainteresowania moralnym wymiarem przemian, Arabowie zaś nie popełnią tego błędu. Odnowione po rewolucji państwo panarabskie miało również zagwarantować jego mieszkańcom możliwość w pełni kreatywnego udziału w rozwoju całej ludzkości. Byłoby to, dzięki moralnym przymiotom Arabów, państwo doskonałe.
Rewolucję miała umożliwić zmiana świadomości Arabów, to zaś pozostawało zadaniem partii awangardy, rekrutującej swoich członków spośród robotników i inteligentów.

## Praktyczna realizacja

### Baasizm w Syrii
Przedstawiciele partii Baas uzyskali sześć mandatów do syryjskiego parlamentu w wyborach w 1954. Rola organizacji wzrastała w kolejnych latach, gdy w Syrii, po kryzysie sueskim i ogłoszeniu doktryny Eisenhowera coraz popularniejsze stały się hasła antyzachodnie. W 1956 przedstawiciele organizacji zasiedli w koalicyjnym rządzie Sabriego al-Asalego, zaś w 1957 sami utworzyli rząd. Aby zapobiec utracie poparcia na rzecz rosnącego w siłę ruchu komunistycznego, baasiści poparli projekt unii z naserowskim Egiptem, proklamowanej w 1958.
Unia egipsko-syryjska rozpadła się w 1961 po zamachu stanu Abd al-Karima an-Nahlawiego. W okresie jej istnienia partia Baas straciła niemal całe dawne poparcie, odzyskała je jednak już w kolejnym roku, w niestabilnej politycznej atmosferze, zakończonej przeprowadzonym przez baasistów zamachem stanu 8 marca 1963. W tym samym roku koncepty zawarte w pismach Aflaka ogłoszono oficjalną ideologią partyjno-państwową. W szczególności zaznaczono trzy elementy:
- dążenie do budowy wspólnego państwa arabskiego, w którym Arabowie uzyskają prawdziwą wolność,
- wiarę w szczególne cechy Arabów: żywotność, pomysłowość, zdolność do odrodzenia duchowego,
- wiarę w ogólnoludzką misję Arabów, w tym w ich znaczenie w walce z kolonializmem[1].

Partia Baas jako rządząca formacja de facto nie realizowała jednak koncepcji Aflaka. W organizacji doszło do rywalizacji między skrzydłem radykalnym i umiarkowanym, na które nakładały się konflikty wyznaniowe i ściśle personalne. 23 lutego 1966 lewe skrzydło organizacji na czele z Salahem Dżadidem przeprowadziło kolejny zamach stanu, odsuwając od wpływu na władzę umiarkowanych (w tym założycieli partii Aflaka i al-Bitara). Rządzący baasiści rozpoczęli budowę autorytarnego państwa podporządkowanego monopartii, mobilizującej społeczeństwo wokół idei rewolucyjnych jedności, wolności, a przede wszystkim socjalizmu, który miał zostać w szybkim tempie zbudowany w Syrii.

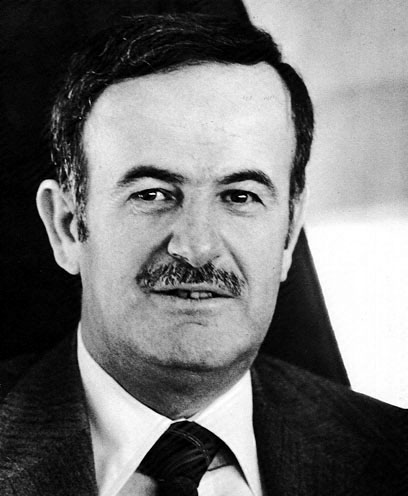
Hafiz al-Asad

Radykałowie zostali odsunięci od władzy wskutek zamachu stanu Hafiza al-Asada, który ogłosił zmianę ideologicznej orientacji kraju: priorytetem dla Syrii miało stać się odzyskanie ziem straconych w wojnie sześciodniowej, pokonanie wrogów zewnętrznych i dopiero na dalszym etapie przebudowa ustroju społecznego. Z czasem hasła baasistowskie traciły na znaczeniu nawet w oficjalnej propagandzie państwowej, zastępowane przez coraz silniejszy kult samego Hafiza al-Asada. Baasizm był ideologią państwową, chociaż w jego założeniach zawarto postulaty likwidacji państw w granicach ukształtowanych przez mocarstwa. W latach 80. XX wieku całkowicie wycofano się z głoszenia haseł socjalistycznych, posługując się jedynie pojęciami solidarności społecznej i egalitaryzmu. Powtarzały się natomiast nawiązania do obrony przed Izraelem i innymi wrogami zewnętrznymi, postępu, z czasem pojawiły się elementy podkreślające przywiązanie al-Asada do islamu. Partia Baas zaczęła funkcjonować na zasadach dalekich od głoszonej ideologii, kierując się pragmatyzmem, czy wręcz oportunizmem. W jej obrębie działały nieformalne sieci klientelistyczne, całość porównuje się do "skostniałego aparatu urzędniczego". Mimo to ideologię baasistowską była czynnikiem kształtującym w decydującym stopniu kulturę polityczną Syrii początku XXI w. Upadek rządów baasistów w Syrii nastąpił po kilkunastoletniej wojnie domowej, w grudniu 2024 r.

### Baasizm w Iraku

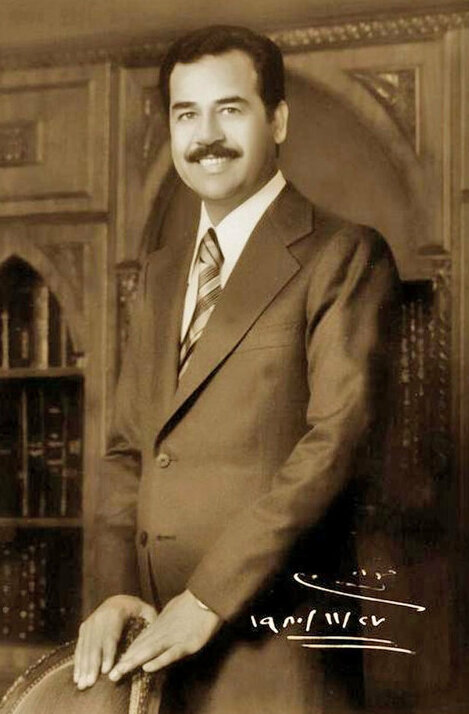
Saddam Husajn w 1980

Iracki oddział partii Baas po raz pierwszy objął władzę w swoim kraju w lutym 1963, obalając rząd Abd al-Karima Kasima. Po dziewięciu miesiącach wewnętrzne konflikty w organizacji doprowadziły jednak do jej odsunięcia od kierowania państwem. Drugi zamach stanu iraccy baasiści przeprowadzili w lipcu 1968. W ciągu kilku lat pełnię władzy w państwie zjednoczył w swoich rękach Saddam Husajn, który od 1979 był równocześnie prezydentem, premierem, szefem partii i dowódcą irackich sił zbrojnych.
Iraccy baasiści, dochodząc do władzy, kładli w swoim programie większy nacisk na realizację idei jedności arabskiej niż na budowę socjalizmu, co miało związek z problemem Kurdów i zwalczaniem ich państwowych aspiracji. Socjaliści byli w partii w mniejszości, a ich postulaty dochodziły do głosu okazjonalnie, gdy baasistom potrzebne było poparcie Irackiej Partii Komunistycznej. W ten sposób w 1969 partia ogłosiła dążenie do reformy rolnej i kolektywizacji rolnictwa, obrony praw robotników i chłopów. W 1974 za podstawy ideologii partii uznano dalsze dążenie do jedności arabskiej, rozwój struktur partyjnych i kształcenie jej członków, przygotowanie do budowy socjalizmu, ustalenie równowagi między wzmacnianiem Iraku jako bazy rewolucji i dążeniem do jednoczenia Arabów w jednym państwie, demokratyczne rozwiązanie problemu kurdyjskiego. Powrót do klasycznych haseł baasizmu nastąpił w Iraku w czasie wojny iracko-irańskiej, chociaż i tu wystąpiły znaczące różnice: akcentowanie roli religii (coraz silniejsze), wyeksponowanie znaczenia narodu kosztem koncepcji socjalistycznych, pochwała prywatnej inicjatywy. Równocześnie Saddam Husajn ogłosił się Przywódcą Konieczności, co oznaczało uznanie go za najwybitniejszego interpretatora baasizmu w Iraku, a zatem zezwolenie na jednoosobowe ustalanie przez niego ideologii państwowej niezależnie od jej pierwotnego brzmienia.